# Саксония-Марксул
Саксония-Марксул (на немски: Herzogtum Sachsen-Marksuhl) е Ернестинско херцогство в Свещената Римска империя в днешна Тюрингия през 1662 – 1672 г. Управлявано е от Ернестингските Ветини. Столица е Марксул.

## История
След подялбата през 1572 г. на Ернестински херцогства, Марксул е даден на херцогство Саксония-Кобург-Айзенах.
През 1662 г. се образува херцогството Саксония-Марксул за Йохан Георг I, третият син на Вилхелм IV, херцог на Саксония-Ваймар. След смъртта на баща му (1662) Йохан Георг I управлява земите му заедно с тримата си братя и се настанява в резиденцията в Марксул, без да премести службите за управление от Айзенах. След смъртта на по-големия му брат, Адолф Вилхелм, херцог на Саксония-Айзенах през 1668 г., той става надзорник и регент на малкия си племенник Вилиам Аугуст. През 1671 г. умира и тригодишният херцог Вилиам Аугуст и неговото херцогство отива на Йохан Георг I. Така той става основател на младата линия на херцозите на Саксония-Айзенах, която съществува до 1741 г.

## Херцози на Саксония-Марксул
- 1662 – 1671 Йохан Георг I (1634 – 1686)

присъединява се към Саксония-Айзенах